# 洪公諧
洪公諧（1515年—？），字廷和，號鳳山，福建漳州府龍溪縣人，民籍，明朝政治人物。

## 生平
嘉靖二十二年（1543年）癸卯科福建鄉試第十二名舉人。嘉靖二十三年（1544年）中式甲辰科會試第四十七名，登第二甲第三十七名進士。曾官浙江金華府知府。

## 家族
曾祖洪明，贈監察御史；祖父洪异，布政司左參議；父洪日瑞，母沈氏。重庆下。從弟洪一泰（贡士）。姪孫洪時蕃，萬曆進士。